# ما تزال في السابعة عشر
ما تزال في السابعة عشر هو مسلسل كوري جنوبي من بطولة شين هييسون، يانغ سي جونغ وأن هيوسوب ، تم عرضه على شبكة اس بي اس في الفترة من 23 يوليو حتى 18 سبتمبر 2018.

## روابط خارجية
- ذات الثلاثين لاتزال بالسابعة عشر على موقع IMDb (الإنجليزية)
- ذات الثلاثين لاتزال بالسابعة عشر على موقع نتفليكس (الإنجليزية)
- ذات الثلاثين لاتزال بالسابعة عشر على موقع كينوبويسك (الروسية)
- ذات الثلاثين لاتزال بالسابعة عشر على موقع قاعدة بيانات الفيلم (الإنجليزية)